# 最危险游戏
《最危险游戏》（英語：Most Dangerous Game）是由尼克·桑托拉、乔什·哈蒙和斯科特·埃尔德创作的美国动作连续剧，2020年4月6日在Quibi上首播。本剧灵感来源于理查德·康奈尔1924年的短篇小说《最危险的游戏》。